# البرجوازي النبيل

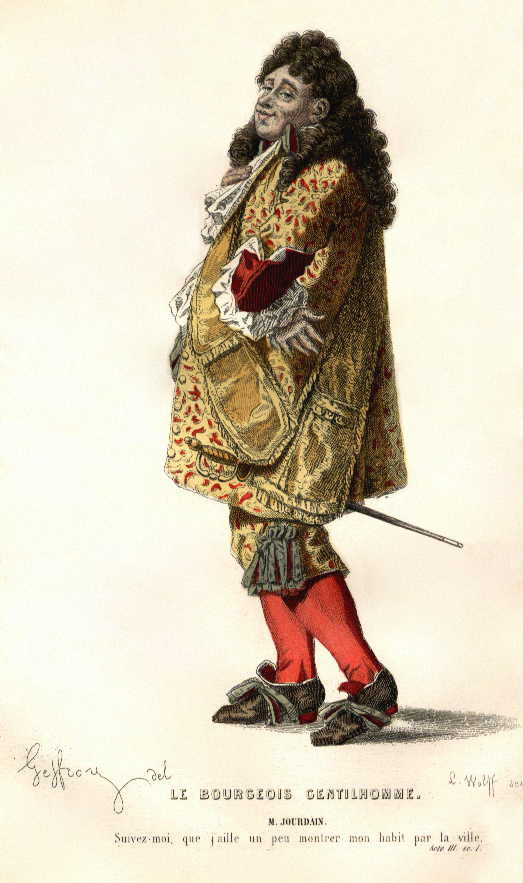
Le Bourgeois gentilhomme (البرجوزاي النبيل)

البرجوازي النبيل (بالفرنسية Le Bourgeois gentilhomme) أو المثري النبيل بحسب بعض الترجمات هي عبارة عن باليه كوميدي ـ وهو نوع من البالية الذي يتخلله حوار - من خمسة فصول، بقلم موليير. قدمتها فرقة موليير للمرة الأولى في 14 أكتوبر1670 أمام بلاط لويس الرابع عشر في قلعة شامبورد.وقام بتأليف الموسيقى جان بابتيست لولي، وصمم الرقصات بيير بوشامب وقام بعمل الديكورات «كارلو فيجاراني»، بينما تولى «كفالييه دو أرفيو» تصميم الأزياء.
تنتقد مسرحية المثري النبيل محاولات التسلق الاجتماعي وتسخر من سوقية وبهرجة الطبقة المتوسطة ومن غرور وتعالي الطبقة الأرستقراطية على حد السواء. عنوان المسرحية تناقض ظاهري، ففي فرنسا في عصر موليير كان لقب «نبيل» يشترط كون حامله من نسل النبلاء، وبذلك فليس هناك ما يُسمى بالبرجوازي النبيل. والمسرحية كلها نثريه (ماعدا افتتاحية الباليه فهي شعرية).

## عروضها
ضم العرض الأصلي للمسرحية أفضل الممثلين والموسيقيين في ذلك الوقت. ولعب «موليير» دور السيد «جوردان» وارتدى ملابس فاقعة الألوان مزينة بقماش فضي مزركش وريش متعدد الألوان. وقامت «هوبرت» بدور مدام «جوردان»، بينما جسدت «ميل دو بري» دور «دوريمين»، ولعبت أرماند بيجار دور «لوسيل»، وقام الملحن «لولي» بدور المفتي.
عكست مسرحية المثري النبيل الاتجاه السائد حينها أي les turqueries ـ كل ما يتعلق بالدولة العثمانية.وقد نشأت فكرة العمل من الفضيحة التي تسبب فيها السفير التركي سليمان أغا عند زيارته لبلاط لويس الرابع عشر في عام 1669 عندما أكد رفعة البلاط العثماني على بلاط ملك الشمس.
وقد عرضت المسرحية الألمانية Der Bürger als Edelmann، المقتبسة عن هذه المسرحية الفرنسية، لأول مرة في 25 أكتوبر 1912 وقام باقتباسها هوجو فون هوفمنستال وقام بعمل الموسيقى التصويرية ريتشارد شتراوس.وتم استبدال Turquerie بعرض أوبرالي مضاف يسمى Ariadne auf Naxos Ariadne auf Naxos وقام بتلحينه «شتراوس» على كلمات كتبها «هوفمنستال»، وفي هذه المسرحية تؤدي متطلبات «جوردان» الغريبة إلى ترك Ariadneأريادني في جزيرة صحراوية ويتصادف وجود فرقة من ممثلي كوميديا الارتجال في هذا المكان.وقام بإخراج المسرحية ماكس رينهاردت. وكان الجمع بين الشكل المسرحي والأوبرالي أمرًا صعبًا. وقام «هوفمنستال» بعمل نسخة مراجعة من المسرحية قام فيها بإعادة الـTurquerie وإزالة الأوبرا. وقام «شتراوس» بإضافة المزيد من الموسيقى التصويرية مشتملةً على بعض التعديلات الموسيقية لمقطوعات «لولي». وفي غضون ذلك، تم تزويد العمل بمقدمة أوبرالية وهذا هو الشكل الذي تُقَدّم به الآن مسرحية Ariadne عادةً
عربيًا، للمسرحية عدة ترجمات استعملت أقدمها عنوان «المثري النبيل»، ففي عام 1908 ترجمها الأب جرجس قنديلا وتم عرضها على مسرح المدرسة الكلدانية في الموصل بالإضافة إلى ترجمتي إلياس أبو شبكة ويوسف محمد رضا. وقد عرضت على عدة مسارح في العالم العربي. وفي عام 1961 صدرت ترجمة لها بعنوان البرجوازي النبيل بقلم بهجة قنصة ومراجعة بدر الدين قاسم 

## الأدوار
- السيد جوردان، برجواوزي في باريس كبير السن.
- السيدة جوردان، زوجته
- لوسيل، ابنتهما
- نيكول، الخادمة
- كليونته، خطيب لوسيل
- كوفيل، خادم كليونته الذي يعجب بنيكول
- دورانته، كونت وخطيب دوريمين
- دوريمين، ماركيزة وأرملة
- أستاذ الموسيقى
- تلميذ مدرس الموسيقى
- أستاذ الرقص
- أستاذ المبارزة
- أستاذ الفلسفة
- خياط
- صبي الخياط
- اثنان من الخدم

وتتطلب الفواصل العديد من الموسيقيين والعازفين والراقصين والطباخين وصبيان الخياط وغيرهم الكثير من الرجال والنساء.

## الملخص

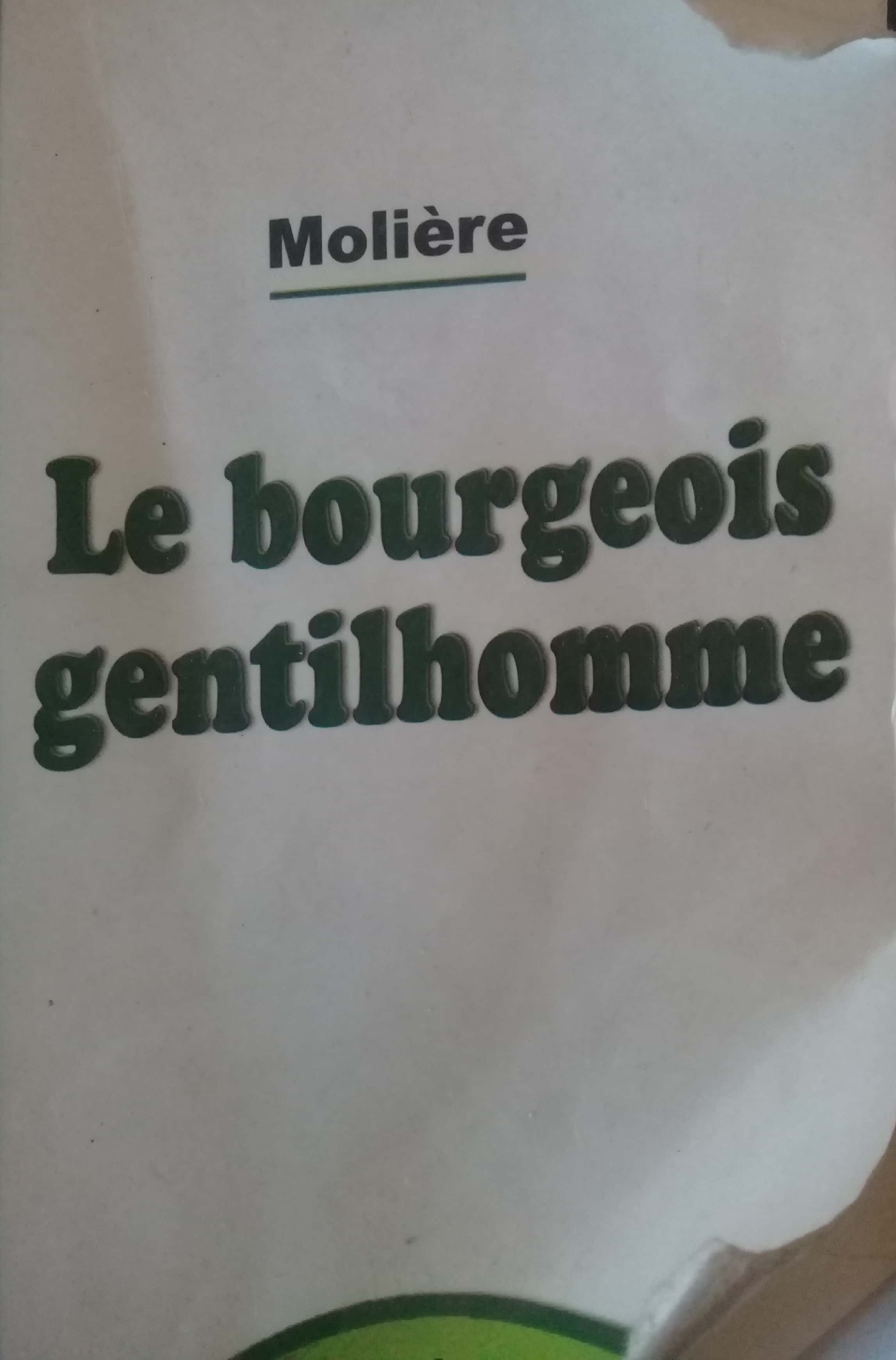
السيد البرجوازي

تدور أحداث المسرحية بالكامل في منزل «جوردان» في باريس.جوردان رجل برجوازي في منتصف العمر، أصبح والده ثريًا من عمله كتاجر للأقمشة. ويتركز كل هم «جوردان» الأحمق في الارتقاء من الطبقة المتوسطة التي جاء منها كي يصير نبيلاً أرستقراطيًا. وتحقيقًا لهذا الهدف، يأمر بشراء ملابس جديدة رائعة، ويفرح في سذاجة عندما يناديه صبي الخياط في استهزاء بلقب «سيدي». ومن أجل تحقيق هدفه، يُقْدِم على تعلُّم فنون النبلاء المتمثلة في المبارزة والرقص والموسيقى والفلسفة، على الرغم من كبر سنه. وفي أثناء قيامه بذلك، ينجح في أن يجعل من نفسه أضحوكة ويثير اشمئزاز مدرسيه الذين استعان بهم لتعليمه بشكل دائم. وقد تحول درس الفلسفة عنده إلى مجرد درس أساسي في اللغة ـ الأمر الذي أثار دهشته وفرحته عندما علم أنه كان طوال عمره يتحدث نثرًا دون أن يدري.
أما السيدة «جوردان»، زوجته العاقلة فترى أنه يجعل من نفسه مثارًا للسخرية وتحثه على الرجوع إلى حياة الطبقة المتوسطة الخالية من المظاهر لكن كلامها يذهب أدراج الرياح. وقد صاحب السيد «جوردان» نبيلا مفلسا طفيليا يُدعى دورانته. وعلى الرغم من أنه يكره السيد «جوردان» في قرارة نفسه، فهو يتملقه ويطاوعه في تحقيق أحلامه الأرستوقراطية بأن يقول له أنه ذكر اسمه عند الملك في «فيرساي»؛ كي يقنع «جوردان» بسداد ديونه. وتتزايد أحلام «جوردان» في التسلق الاجتماعي أكثر فأكثر، فيحلم بأن يتزوج من الماركيزة دوريمين وبأن يزوج ابنته «لوسيل» من رجل من النبلاء. لكن لوسيل تحب كليونته الذي ينتمي إلى الطبقة المتوسطة. وبطبيعة الحال، يرفض السيد جوردان الموافقة على زواج لوسيل من كليونته.
وبعد ذلك، يقوم كليونته بمعاونة خادمه كوفيل، بالتنكر ويقدم نفسه لجوردان بوصفة ابن السلطان التركي. وكما هو متوقع، فقد انخدع جوردان ووافق بكل سرور على أن تتزوج ابنته من أسرة ملكية أجنبية. علاوةً على ذلك، يصبح «جوردان» أكثر سعادة عندما يخبره «الأمير التركي» أنه بوصفه والد العروس فسوف يتم رفعة رسميًا لمنزلة النبلاء في حفل خاص. ويعرض المشهد الأخير من المسرحية هذا الحفل المضحك الذي يتم فيه التحدث بلغة غير مفهومة تقليدًا للغة التركية.

## وصلات إضافية
- "Le Bourgeois gentilhomme" English translation on the Gutenberg Project
- "The Bourgeois Nobleman" English translation by Sue Rippon
- "Le Bourgeois gentilhomme" Original texts
- تآليف موسيقية ذات ملكية عامة بقلم Le Bourgeois Gentilhomme في مشروع مكتبة الموسيقى الدولية